# Antonio Pulido Gutiérrez
Antonio Pulido Gutiérrez (Castro del Río, 14 de marzo de 1965) es un directivo español, presidente de la Fundación Cajasol, del Instituto de Estudios Cajasol y de Asociaciones y Fundaciones Andaluzas (AFA).

## Biografía

### Formación académica
Es licenciado en Ciencias Económicas y Empresariales y Doctor en Economía por la Universidad de Sevilla.

### Trayectoria profesional

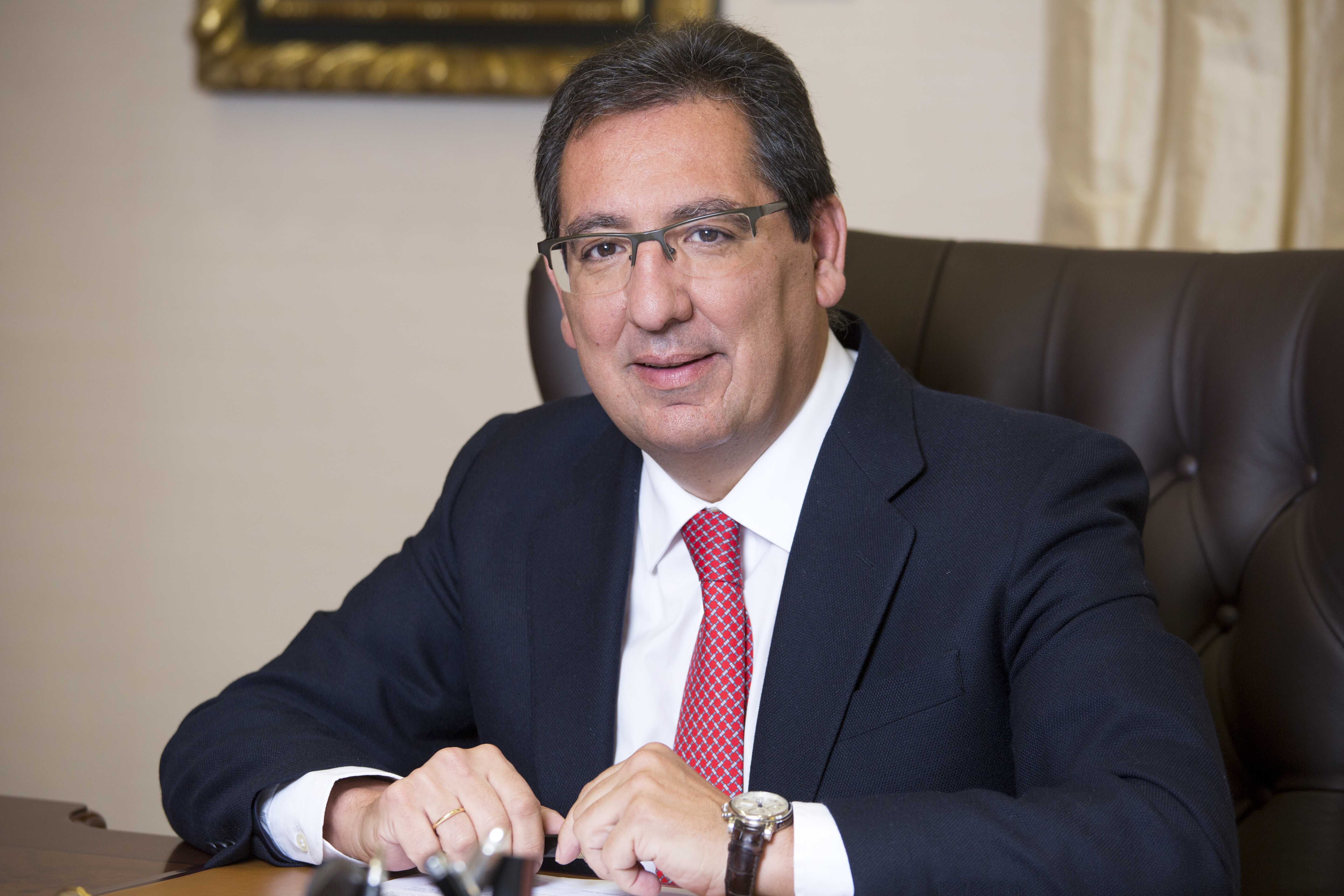
Antonio Pulido, presidente de la Fundación Cajasol.

Inicia su carrera como docente en la Universidad de Sevilla (1991-1997) y en la Universidad Pablo de Olavide de Sevilla (1997-2006).
Fue elegido Presidente de El Monte en julio de 2006. Tras la fusión de El Monte y Caja San Fernando, es elegido presidente de Cajasol en mayo de 2007.
En abril de 2009 es elegido presidente de la Fundación Cajasol.
En junio de 2009 es elegido presidente del Banco Europeo de Finanzas (BEF).
En enero de 2010 realiza la primera fusión interregional de España por absorción con Caja de Guadalajara.
En julio de 2010 es elegido presidente del Consejo de Administración de Banca Cívica, cargo que ocupa hasta la fusión de la entidad en La Caixa en agosto de 2012. Es miembro del Consejo de Criteria Caixa Holding desde 2012 hasta 2016. En 2015 es nombrado presidente del consejo de administración de la Torre Pelli de Sevilla.
Entre 2010 y 2020 preside la Asociación Internacional de Crédito Prendario y Social (PIGNUS).
Recibió la medalla de honor que otorga la World Jurist Association en 2019.
En la actualidad también es presidente de Asociaciones y Fundaciones Andaluzas (AFA).
Es académico de la Real Academia Europea de Doctores desde el 25 de febrero de 2016, académico de honor de la Real Academia de Bellas Artes de Sevilla desde el 12 de noviembre de 2019, de la Real Academia Provincial de Bellas Artes de Cádiz desde el 6 de febrero de 2020, de la Real Academia Hispanoamericana de Ciencias, Artes y Letras desde el 2 de noviembre de 2021. y de la Real Academia de Ciencias, Bellas Letras y Nobles Artes de Córdoba desde el 13 de diciembre de 2022.
En octubre de 2010 es nombrado Hijo Predilecto por el Ayuntamiento de Castro del Río.
En mayo de 2023 es nombrado Hijo Adoptivo de la Provincia por la Diputación de Sevilla.